# Hornlövgroda
Hornlövgroda (Gastrotheca cornuta) är en groda från Sydamerika som tillhör släktet Gastrotheca och familjen lövgrodor.

## Utseende
Grodan har ett brett, trubbigt huvud med en hornliknande hudflik över varje öga. Trumhinnan är liten och otydlig. Framfötterna saknar simhud, och de långa bakfötterna har det bara delvis. Däremot har tårna stora tådynor. Hanen har en kraftig, brun parningsvalk vid basen av den innersta framtån, medan honan har en yngelpung på ryggen. Hornlövgrodan har förmågan att ändra färg, och är mörkbrun under dagen och ljust gulbrun under natten. Under dagen har den också beige till gula fläckar under ögonen. Oförändrade är 8 till 15 tunna, mörkbruna tvärstrimmor på ryggen, och en bred mörkbrun längsstrimma från trumhinnan och bakåt. Undersidan av låren är ljusbruna, och buken är skär till ljusbrun, med undantag för den något mörkare bruna hakan. Längden för hanen är mellan 6 och 8 cm, och honans längd är omkring 7,7 cm.

## Utbredning
Grodan finns från centrala Costa Ricas till centrala Panamas atlantkuster och från östra Panamas, Colombias och västra Ecuadors Stilla havskuster.

## Vanor
Hornlövgrodan lever i fuktiga skogar på låglandet och i de lägre bergen, inte högre än 1 000 m, i närheten av havskusterna. Det är en nattaktiv art som främst håller till i trädkronorna. Från dessa utsänder hanen sitt rop, som har beskrivits som smällen från en champagnekork.

### Fortplantning
Arten har inget frisimmande yngelstadium, utan äggen och dess embryon utvecklas i honans ryggpung, var och en i sin egen kammare. Vanligtvis rymmer den mindre än 10 embryon, alla försedda med syre via vätskan i sin kammare.

## Status
Hornlövgrodan är klassificerad som starkt hotad ("EN", underkategori "A4ace") av IUCN, och populationen minskar, något som framför allt tillskrivs svampsjukdomen chytridiomycos. Skogsavverkning, inte minst för nyanläggning av åkermark, och besprutning mot skadedjur spelar också in.